# Wilhelm Mitterdorfer
Wilhelm Mitterdorfer (* 28. August 1815 in Gurk; † 22. April 1896 in Klagenfurt) war ein österreichischer Hof- und Gerichtsadvokat und Politiker.

## Leben
Mitterdorfer war der Sohn des Juristen des Gurker Domstiftes Josef Mitterdorfer (* 2. November 1785; † 5. Dezember 1838) und dessen Ehefrau Anna geb. Hollenschnig (14. August 1790; † 25. Februar 1825).
Er besuchte das Gymnasium in Klagenfurt. Ein Jusstudium in Graz und Padua schloss er mit der Promotion zum Dr. jur. ab. Nach einem Praktikum in Padua und Klagenfurt hatte er von 1845 bis 1847 eine Advokatenstelle in Cilli. Zwischen 1847 und 1886 war er Hof- und Gerichtsadvokat in Klagenfurt und vom 12. Mai bis zum 18. November 1851 Notar in Klagenfurt. Von 1882 bis 1893 war er Mitbesitzer der Herrschaft Hallegg bei Klagenfurt.
Er war römisch-katholisch und heiratete Maria Mattnigg (* 18. März 1817; † 23. April 1876). Aus der Ehe ging eine Tochter hervor.
Er ist auf dem Friedhof St. Ruprecht begraben.

## Politik
Vom 14. September 1871 bis zum 13. September 1877 war er Abgeordneter im Kärntner Landtag für den Großgrundbesitz. Im Landtag war er Mitglied des volkswirtschaftlichen, des Verifikations- und des Finanzausschusses. Er gehörte dem Klub Deutschliberale an.